# American Songwriter
American Songwriter – amerykański dwumiesięcznik z siedzibą w Nashville, poświęcony muzyce, w tym twórcom własnych piosenek. Założony w 1984, wydawany od 1986 roku. Należy do spółki Savage Ventures. Redaktorem naczelnym (od stycznia 2021) jest Lisa Konicki. Magazyn funkcjonuje również jako strona internetowa. 

## Historia i profil
American Songwriter został założony w 1984 roku jako wydawnictwo poświęcone pisaniu piosenek i muzyce. Wydawany od 1986 roku. Skierowany jest zarówno do miłośników muzyki jak i autorów piosenek. Publikuje wywiady, recenzje i wiadomości z rynku muzycznego.
Dwumiesięcznik drukowany jest połączony z szeroką działalnością internetową American Songwriter, która obejmuje między innymi bezpłatne treści oraz aplikacje na iPada. 
W 2011 roku ster rządów w American Songwriter przejął Albie Del Favero dołączając do zespołu jako współwydawca i prezes spółki-matki ForASong Media. W wywiadzie dla magazynu MusicRow zapowiedział, ze oprócz wykorzystania pełnego potencjału magazynu, strategia firmy w przyszłości będzie polegała na wykorzystaniu zainteresowania  bezpłatnymi treściami na stronie internetowej w celu zbudowania bazy członkowskiej amatorskich autorów piosenek. Członkowie ci będą mieli dostęp do narzędzi umożliwiających im doskonalenie umiejętności pisarskich i nawiązywanie kontaktów z profesjonalistami.
W 2014 roku American Songwriter został zakupiony przez grupę inwestycyjną A Mobile z Alabamy. Według nowego współwydawcy, Roberta Clementa American Songwriter ma pozostać dwumiesięcznikiem, ale zostanie poddany kosmetycznym zmianom, które będą widoczne w jubileuszowym wydaniu (z okazji 20 rocznicy założenia) czasopisma, a obejmą między innymi nowy design graficzny i większe zróżnicowanie redakcyjne.
Od 2019 roku American Songwriter jest własnością Savage Ventures z siedzibą w Nashville.
W styczniu 2021 roku właściciel mianował Lisę Konicki redaktorem naczelnym wydawnictwa. 